# Moto Guzzi S-Serie

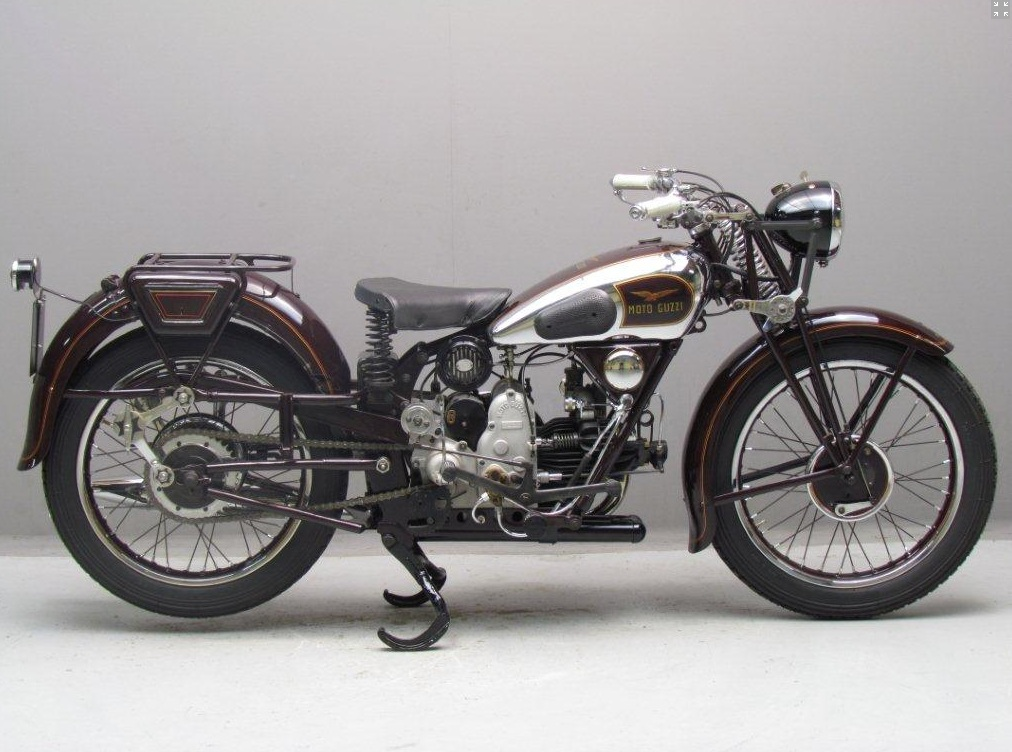
Moto Guzzi G.T.S. (1938)

Die Moto Guzzi S-Serie ist eine Serie von Motorrädern, die der italienische Hersteller Moto Guzzi von 1934 bis 1940 baute.

## Geschichte
1934 erschienen die Modelle S und G.T.S. mit gegengesteuerten Motoren als etwas günstigere und robustere Alternativen zu den sportlicheren Modellen V / G.T.V. Die S hat einen Starrrahmen, die G.T.S. eine Hinterradfederung. Die beiden Modelle waren für Kunden gedacht, die die obengesteuerten Motoren der V-Serie nicht schätzten. Auch waren diese Motorräder als Behördenmaschinen bei der „Milizia della Strada“ im Einsatz.
1940 wurde mit Fortschreiten des Krieges die Fertigung der zivilen Motorräder eingestellt. Nach dem Krieg baute Moto Guzzi keine gegengesteuerten Motoren mehr.

## Technik
Motor und Antrieb
Die S-Serie hat einen fahrtwindgekühlten Einzylinder-Viertaktmotor mit liegendem Zylinder. Auf dem linken Stumpf der zweifach gelagerten Kurbelwelle befindet sich ein glattflächiges Schwungrad, das außerhalb des Gehäuses läuft. Ein dahinter angebrachtes Stirnrad treibt den Korb der auf der Getriebeeingangswelle montierten Mehrscheiben-Ölbadkupplung an. Das schrägverzahnte Vierganggetriebe wird mit einem Schalthebel an der rechten Seite des Tanks zu geschaltet. Auf Wunsch war auch eine Fußschaltung mit Schaltwippe an der rechten Motorseite verfügbar. Das Hinterrad wird über eine Kette angetrieben.
Das hängende Auslassventil ist über eine Stoßstange und einen Kipphebel von der unten liegenden Nockenwelle angesteuert, das stehende Einlassventil direkt (Gegensteuerung). Zum Abstellen des Motors wird die Stoßstange über einen Ventilausheber nach vorne gedrückt, sodass das Auslassventil öffnet. Der Magnetzünder ist durch ein Stirnradgetriebe auf der rechten Motorseite angetrieben. Der Zündzeitpunkt wird von Hand verstellt.
Die Gemischaufbereitung übernimmt ein Flachstromvergaser mit Rundschieber und ohne Luftfilter. Das verchromte Auspuffrohr ist an der linken Maschinenseite nach hinten gezogen und endet in einem Schalldämpfer in Zigarrenform.
Rahmen und Fahrwerk
Die S-Serie hat einen Doppelschleifen-Stahlrohrrahmen. Während das Modell S eine starre Hinterradaufhängung hat, ist der Rahmen der G.T.S. mit einem Heckausleger und einer Hinterradschwinge mit Cantileverfederung ausgestattet, deren einstellbare Reibungsdämpfer sich am Heckausleger abstützen. Das Vorderrad wird in einer Parallelogrammgabel mit Tonnenfeder geführt.
Tanks
Der Benzintank fasst 12 Liter, der darunter liegende Öltank fasst 2,5 Liter. Der Öltank ist durch verchromte Kupferleitungen mit dem Zylinderkopf und der Ölpumpe im Trockensumpf des Motors verbunden.
Räder und Bremsen
Die Modelle haben vorn und hinten 19-Zoll-Drahtspeichenräder. In beide sind Halbnaben-Trommelbremsen eingebaut. Die hintere Bremse wird über einen Fußhebel an der linken Motorseite und ein Gestänge betätigt, was mit dem Hacken geschieht. Die Vorderradbremse wird mit einem Handhebel am Lenker und einem Seilzug betätigt.
Werkstoffe
Das Motor-/Getriebegehäuse ist aus Leichtmetallguss, Zylinder und Zylinderkopf aus Grauguss. Rahmen, Hinterradschwinge (beim Modell G.T.S.), Vorderradgabel, Tanks und Schutzbleche sind aus Stahlblech.
Lackierung, Oberflächenbehandlung und Embleme
Die Stahlblechteile sind dunkelrot lackiert. Die Tanks sind verchromt und teillackiert. Tanks und Schutzbleche ziert eine goldfarbene Linierung. An den Tankseiten finden sich goldfarbene Moto-Guzzi-Embleme als Abziehbilder. Die Graugussteile des Motors sind brüniert.

## Technische Daten
|                       | S | G.T.S. |
| --------------------- | --- | --- |
| Baujahre              | 1934–1940 | 1934–1940 |
| Motor                 | fahrtwindgekühlter Einzylinder-Viertaktmotor, Kickstarter | fahrtwindgekühlter Einzylinder-Viertaktmotor, Kickstarter |
| Ventilsteuerung       | stehendes Auslassventil, über Stoßstange und Kipphebel von unten liegender Nockenwelle gesteuert; hängendes Einlassventil, direkt gesteuert (Gegensteuerung) | stehendes Auslassventil, über Stoßstange und Kipphebel von unten liegender Nockenwelle gesteuert; hängendes Einlassventil, direkt gesteuert (Gegensteuerung) |
| Bohrung × Hub         | 88 × 82 mm | 88 × 82 mm |
| Hubraum               | 498,4 cm³ | 498,4 cm³ |
| Verdichtung           | 4,6 : 1 | 4,6 : 1 |
| Nennleistung          | 13,2 PS (9,7 kW) bei 4000/min | 13,2 PS (9,7 kW) bei 4000/min |
| Gemischaufbereitung   | Flachstromvergaser mit Rundschieber | Flachstromvergaser mit Rundschieber |
| Motorschmierung       | Trockensumpfschmierung | Trockensumpfschmierung |
| Zündung               | Magnetzündung | Magnetzündung |
| Kupplung              | Mehrscheibenkupplung im Ölbad | Mehrscheibenkupplung im Ölbad |
| Getriebe              | 4-Gang-Getriebe, handgeschaltet; wahlweise Fußschaltung | 4-Gang-Getriebe, handgeschaltet; wahlweise Fußschaltung |
| Endantrieb            | Kette | Kette |
| Rahmen                | Doppelschleifen-Rohrrahmen | Doppelschleifen-Rohrrahmen |
| Radstand              | 1400 mm | 1400 mm |
| Radaufhängung vorn    | Parallelogrammgabel mit Tonnefeder | Parallelogrammgabel mit Tonnefeder |
| Radaufhängung hinten  | Starrrahmen | Langschwinge mit Cantileverfederung, Reibungsstoßdämpfer |
| Bereifung vorn        | 3,25–19″ | 3,25–19″ |
| Bereifung hinten      | 3,50–19″ | 3,50–19″ |
| Bremse vorn           | Innenbacken-Trommelbremse (Halbnabe), handbetätigt | Innenbacken-Trommelbremse (Halbnabe), handbetätigt |
| Bremse hinten         | Innenbacken-Trommelbremse (Halbnabe), fußbetätigt | Innenbacken-Trommelbremse (Halbnabe), fußbetätigt |
| Leergewicht           | 147 kg | 147 kg |
| Höchstgeschwindigkeit | 105 km/h | 105 km/h |
| Kraftstoffverbrauch   | ca. 3,4 l / 100 km | ca. 3,4 l / 100 km |

Quelle: 